# Datorkonst

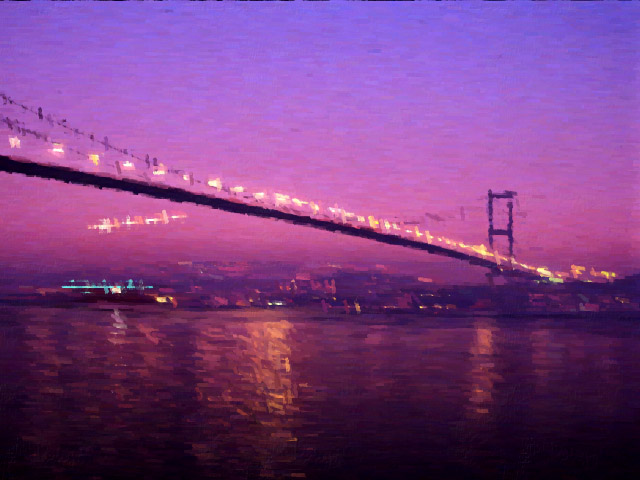
Datorkonst av Nevit Dilmen, utfört i GIMP.

Datorkonst är konst som helt eller delvis skapats i datorprogram. Det finns många fördelar med denna konstform, då man har allt serverat. Olika penslar, färger och storlekar har man gratis beroende på vad programmet erbjuder. Man jobbar mycket med genomskinlighet (opacitet, alpha) och lager.

## Hjälpmedel

### Mus
Datormusen kan användas men då krävs extra noggrannhet. Eftersom musen inte är så smidig krävs en större användning av funktioner som zoom, olika storlekar, opacitet (alpha) och liknande.

### Ritbräda
Ett vanligt verktyg man kan använda sig av vid datorkonst är ett digitalt ritbord (kallas också tablet eller ritbräda). Detta är en mus i form av en penna som man använder precis som en vanlig penna. Pennans spets är tryckkänslig, och därmed ändras storlek, opacitet och liknande beroende på hur hårt man trycker. Detta kan ställas in i programmet man använder. För användning av en ritbräda krävs det att man vänjer sig vid att rita med den. 

### Ritskärm
Ritskärm är en ny variant av tablet (t.ex. Cintiq från Wacom). Detta är en tablet som har byggts ihop med en LCD-skärm, vilket medför att det blir bättre än att rita på papper.

## Program
Adobe Photoshop är ett bildbehandlingsprogram som har många funktioner och ger bra stöd till datorkonst. GIMP är ett fritt bildbehandlingsprogram med många funktioner.